# سوکارت جیرسوراپارپ
سوکارت جیرسوراپارپ (انگلیسی: Suchart Jairsuraparp؛ زادهٔ ۱۳ ژوئن ۱۹۵۱ ‏(۷۳ سال) ورزشکار دو و میدانی اهل تایلند است.
وی در مسابقات کشوری و بین‌المللی در مجموع برندهٔ ۳ مدال طلا، ۱ مدال نقره، ۲ مدال برنز شده‌است.